# Ramón Zarzoso
Ramón Zarzoso (Valencia, España, 12 de octubre de 1899 - Buenos Aires, Argentina, 29 de octubre de 1988) fue un músico que realizó parte de su actividad profesional en Argentina, donde dirigió su propia orquesta. 
En teatro es el autor de la música original de la obra teatral Ladroncito de mi alma y fue el autor de las letras y director musical de Com'as anduriñas (Como las golondrinas).
Entre sus obras musicales se encuentran El Sombrero, pasodoble en colaboración con Rafael Gordon Pino, Si vas a Calatayud, pasodoble cuya letra es de Salvador Valverde, que fue estrenado en la Argentina, en 1944 y Aquel Madrid, también con letra de Valverde.

## Obras musicales de su autoría
Es autor de:
- Si vas a Calatayud pasodoble-rondalla
- A la entrada de León canción castellana
- Las mozas de Vilariños  canción gallega
- Candelaria mía pasodoble
- Carmen la de Triana pasodoble canción
- Los ojos de mi charra pasodoble
- Aquel Madrid Mazurca del 900
- Carmen Sevilla
- Por la puerta grande pasodoble
- Purita Ugalde la Riojanita
- Como la espiga del trigo jota-pasodoble
- Marinero de la barca canción
- De rompe y rasga schottis
- Soy minero marcha
- Cascorro guajiras
- Las caenas del querer pasodoble
- La huertana marcha valenciana )
- Palmero sube a la palma
- Castillito de arena: tanguillo gitano
- Charra de Salamanca canción salmantina
- Coimbra divina fado
- El sombrero pasodoble
- No me mires más  canción

## Filmografía
Colaboró en diversas películas:
Banda de sonido
- Alma aragonesa ("La hija de la Dolores") (1961)

Compositor
- El ángel de España     (1957)
- Un novio para Laura (1955)
- Requiebro (1955)
- La edad del amor (1954)
- La mejor del colegio (1953)
- La niña de fuego (1952)
- Ritmo, sal y pimienta (1951)
- El mucamo de la niña (1951)